# 2009 في تشيلي
فيما يلي قوائم الأحداث التي وقعت خلال عام 2009 في تشيلي.

## سياسة

### تعيين في المنصب
- 12 مارس – ماريانو فرنانديز وزير الشؤون الخارجية في شيلي.

## أفلام
من الأفلام التي صدرت هذه السنة في تشيلي:
- 1 يناير – الراقصة واللص من إخراج فيرناندو ترويبا.

## برامج ومسلسلات وأنمي
- 31 دقيقة

## وفيات

### يناير
- 24 يناير – فرناندو كورنيجو (مواليد 1969) لاعب كرة قدم تشيلي.[1]